# Battle Circus
 Battle Circus és una pel·lícula estatunidenca dirigida per Richard Brooks el 1952 per a la Metro-Goldwyn-Mayer, estrenada el 1953.

## Argument
Durant la Guerra de Corea, el Major Jed Webbe, cirurgià d'un Hospital de campanya (M.A.S.H.), es replega un temps amb els seus col·laboradors, al darrere del Front. Allà, s'apassiona per una jove infermera, la tinent Ruth McCara. Però és reticent a enredar-s'hi, pels atzars del conflicte i per una precedent relació desgraciada...

## Repartiment
- Humphrey Bogart: El Major Jed Webbe
- June Allyson: La Tinent Ruth McCara
- Keenan Wynn: El Sergent Orvil Statt
- Robert Keith: El Tinent-Coronel Hillary Whalters
- William Campbell: El Capità John Rustford
- Perry Sheehan: El Tinent Laurence
- Patricia Tiernan: El Tinent Rose Ashland
- Adele Longmire: El Tinent Jane Franklin
- Jonathan Cott: Un Ajudant
- Ann Morrison: El Tinent Edith Edwards
- Helen Winston: El Tinent Graciano
- Sarah Selby: El Capità Dobbs
- Danny Chang: Un nen coreà
- Philip Ahn: Un presoner coreà
- Steve Forrest: Un Sergent
- Jeff Ricassos: Un Tinent
- Dick Simmons: El Capità Norson

## Comentari
Prop de vint anys abans de M*A*S*H (1970) de Robert Altman - en un altre registre -, Richard Brooks descriu, en mode tràgic, el diari d'aquest doctor i d'aquesta infermera - interpretats de manera destacable -, confrontats als seus dubtes i a les seves pors, i "agafant"-se a la seva relació.